# Randegg
Randegg è un comune austriaco di 1 920 abitanti nel distretto di Scheibbs, in Bassa Austria; ha lo status di comune mercato (Marktgemeinde). Il 1º maggio 1965 ha inglobato i comuni soppressi di Franzenreith, Hochkoglberg, Perwarth e Puchberg bei Randegg.